# Mark Van Doren

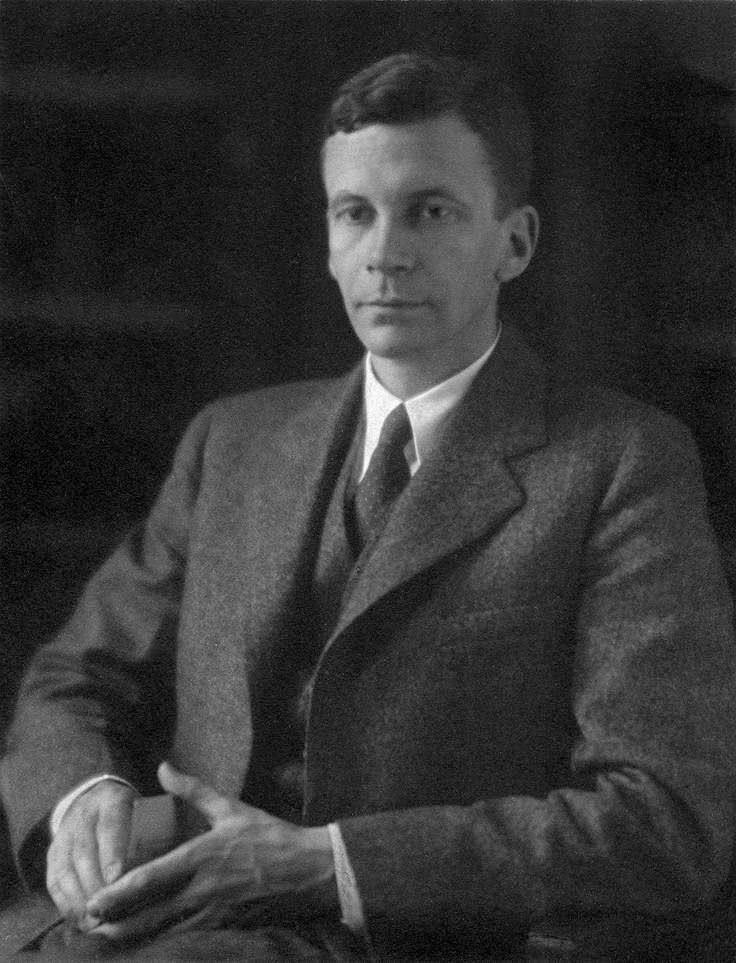
Mark Van Doren (1920)

Mark Van Doren (* 13. Juni 1894 in Hope, Illinois; † 10. Dezember 1972 in Torrington, Connecticut) war ein amerikanischer Literaturkritiker, Hochschullehrer und Dichter, der 1940 den Pulitzer-Preis für Dichtung gewann.

## Leben

### Lehrtätigkeit
Nach dem Schulbesuch studierte Van Doren an der University of Illinois und schloss dieses Studium 1914 mit einem Bachelor of Arts (B.A.) ab, ehe er dort ein anschließendes postgraduales Studium 1915 mit einem Master of Arts (M.A.) beendete. 1920 erwarb er einen Philosophiae Doctor (Ph.D.) an der Columbia University mit einer Dissertation über die Gedichte John Drydens, die 1920 unter dem Titel The Poetry of John Dryden erschien.
Danach nahm er 1920 den Ruf auf eine Professur für englische Sprache an der Columbia University an und hatte diese annähernd vierzig Jahre bis zu seiner Emeritierung 1959 inne. Zu seinen Studenten gehörten unter anderem Robert Lax und David Medalla.
Neben dieser Lehrtätigkeit war er von 1924 bis 1928 auch Redakteur für Literatur bei The Nation, der ältesten Wochenzeitschrift der USA.

### Schriftstellerische Laufbahn und Auszeichnungen
Bereits zu dieser Zeit begann er auch seine Laufbahn als Dichter und veröffentlichte neben den Anthologien Spring Thunder (1924), Jonathan Gentry (1931) und Winter Diary (1935) auch 1935 seinen ersten Roman mit dem Titel The Transients. Außerdem verfasste er 1927 ein weiteres Fachbuch über das Tagebuch von Samuel Sewall mit dem Titel Samuel Sewall’s Diary. Nach einem Buch über William Shakespeare (Shakespeare, 1939) veröffentlichte er 1939 den Gedichtband Collected Poems und erhielt dafür 1940 den Pulitzer-Preis für Poesie.
Nach zwei weiteren Romanen mit den Titeln Windless Cabins (1940) und Tilda (1943) sowie der Anthologie The Mayfield Deer (1941) erschienen einige Fachbücher über Literaturkritik und Literaturwissenschaften wie The Noble Voice (1946), Nathaniel Hawthorne (1949) und Introduction to Poetry (1951).
Nach seinem letzten Gedichtband The Last Days of Lincoln (1959) erhielt er noch einmal breite Aufmerksamkeit durch das Fachbuch The Happy Critic (1961). 1963 wurde er außerdem mit der Emerson-Henry-David-Thoreau-Medaille der American Academy of Arts and Letters ausgezeichnet. Seit 1940 war er gewähltes Mitglied dieser Akademie.
Darüber hinaus wird ihm zu Ehren seit 1962 von den Studenten der Columbia University der Mark Van Doren-Preis an herausragende Hochschullehrer vergeben.

### Familie
Van Doren ist Vater des Literaturdozenten Charles Van Doren, der 1957 als Kandidat der Quiz-Show Twenty-One in die US-amerikanische Fernsehgeschichte einging und die Vorlage für den von Robert Redford inszenierten Kinofilm Quiz Show (1994) lieferte. In diesem spielte Paul Scofield die Rolle von Mark Van Doren.
Sein älterer Bruder war der Literaturkritiker und -wissenschaftler Carl Van Doren, der 1939 ebenfalls einen Pulitzer-Preis erhielt und zwar in der Kategorie Biografie oder Autobiografie für eine Biografie über Benjamin Franklin.

## Werke
Dichtung
- Spring Thunder (1924)
- (Hg.): An Anthology of World Poetry (1928)
- (Hg.): Jonathan Gentry (1931)
- (Hg.): The Oxford Book of American Prose (1932)
- Winter Diary (1935)
- Collected Poems 1922–1938 (1939)
- The Mayfield Deer (1941)
- Selected Poems (1954)
- Our Lady Peace
- The Story-Teller
- Collected and New Poems 1924–1963 (1963)

Drama
- The Last Days of Lincoln (1959)

Romane
- The Transients (1935)
- Windless Cabins (1940)
- Tilda (1943)

Kurzgeschichten
- Nobody Say a Word (1954)

Literaturkritik und andere Prosa
- Henry David Thoreau: A Critical Study. Houghton Mifflin Co., New York und Boston 1916.
- The Poetry of John Dryden. Harcourt, Brace and Howe, New York 1920.
- The Ordeal of Mark Twain. E. P. Dutton, New York 1920.
- Introduction to Bartram's Travels (1928)
- An Autobiography of America (1929)
- American Poets, 1630-1930 (1932)
- (mit Carl Van Doren): American and British Literature Since 1890 (1939)
- Shakespeare (1939)
- The Liberal Education (1943)
- The Night of the Summer Solstice: & Other Stories of the Russian War (1943)
- The Noble Voice (1946)
- Nathaniel Hawthorne (1949)
- Introduction to Poetry (1951)
- The Autobiography Of Mark Van Doren (1958)
- The Happy Critic (1961)
- Mark Van Doren on Great Poems of Western Literature (1962)
- George Hendrick (Hg.): The Selected Letters of Mark Van Doren. Louisiana State University Press, Baton Rouge 1987, ISBN 0-8071-1317-4.